# Kanon (ゲーム)
『Kanon』（カノン）は、ゲームブランド・Keyが1作目に制作した恋愛アドベンチャーゲーム、およびそれを原作としてメディアミックスの展開がなされたアニメやコミックなどの作品群。少年少女の恋愛劇にファンタジーなどを絡めたアドベンチャーゲームであり、シナリオが感動に特化した泣きゲーとして支持を集めた。

## 概要
『Kanon』は、18禁パソコン用ソフトとして1999年6月4日にKeyより発売された。性的要素だけでなく、シナリオに「泣き」「感動」の要素を取り入れた、いわゆる「泣きゲー」と呼ばれるジャンルの先駆けとなった作品で「泣きゲーの金字塔」と呼ばれ
、以後の恋愛アドベンチャーゲームに多大な影響を与えた。また、感動要素に隠れがちではあるものの、ビジュアルアーツ社長の馬場隆博は、日常描写に楽しさを持ち込んだ点を大きく評価している。
追加要素等を加えての再発売だけでなく、パソコン用ソフトとしての枠を超えてコンシューマゲーム機やモバイルデバイスにも広く移植されており、テレビアニメや小説、漫画といったメディアミックス的な展開が行われている。

### ゲーム展開
パソコン向け
当初の18禁版より、追加のイベントやCGなどを加えた全年齢対象版が2000年1月7日に発売された。2004年11月26日には再び、全年齢版での追加要素を加えた18禁DVD-ROM版が「Kanon Standard Edition」の名称で発売された。2005年1月28日に、全年齢を対象としたDVD-ROM版が「Kanon Standard Edition 全年齢対象版」の名称で発売された。2010年4月30日には、Windows Vista/7対応版（全年齢対象）が「Kanon メモリアルエディション全年齢対象版」の名称で発売された。
移植作も含めて全てボイスはない。
コンシューマ向け
2000年9月14日にNECインターチャネルよりドリームキャスト版が発売されたほか、さまざまな家庭用ゲーム機にも移植された。追加要素として、キャラクターボイスが実装されている。2002年2月28日にはPS2版が発売された。2004年12月22日にはPS2版（CEROレーティング12歳以上対象）も廉価版として発売された。2007年2月15日にはPSP版（CEROB区分）が発売された。2023年4月20日にはNintendo Switch版が発売。
PSP版では杉田智和による祐一のボイスが追加されたほか、栞の担当声優がアニメ版と同様の佐藤朱に変更された。ただし、一部のセリフにのみボイスが付くパートボイス仕様となった。
Switch版ではキャストはPSP版と同様だが、フルボイス仕様となっている（祐一のみパートボイス）。ボイスは追加収録が行われているほか、一部のキャラクターは過去作のボイスを流用せず、全セリフの新規収録が行われている。また、グラフィックがHD画質に変更されている。
モバイルデバイス向け
携帯電話ゲームではソフトバンクモバイルのSoftBank 3G端末とNTTドコモのFOMA向けにも配信された。2012年には全年齢版、成人版がAndroid向けに、2013年4月4日には、全年齢向がiOS版で発売されている。
全てボイスはない。

### メディアミックス
『Kanon』は今までにゲームのほかにも、さまざまなメディアミックス的展開がなされてきた。
テレビアニメは、2002年と2006年に2度製作された。1度目は2002年にフジテレビ系列2局にて13話が、2度目は2006年にBS-iにて24話が製作された。フジテレビ版は東映アニメーション、TBS版は『AIR』に続き京都アニメーションが制作を担当。
小説は清水マリコ著によってパラダイムより、各ヒロインを中心に据えた18禁版が全5巻刊行され、2009年から2011年まで新たな加筆修正を加えた全年齢版（文庫サイズ）が全6巻で刊行された。
漫画は2002年から2003年に森嶋プチ画で月刊コミック電撃大王で連載された全2巻が刊行され、2006年から2007年には霜月絹鯊画でドラゴンエイジピュアで連載された全2巻が刊行された。
さらに、原作で描かれていなかった部分を独自に描いたドラマCD、ゲーム・アニメなどを原作とした公式/非公式アンソロジーコミックなど関連商品も多数発売された。シナリオライターの1人である久弥直樹が同人活動で出版した、非公式のアナザーストーリーもある。

## ストーリー
1999年1月6日。両親の海外赴任に伴い、叔母の水瀬家に居候することになった相沢祐一は、作品の舞台である「雪の街」へ7年ぶりに帰ってくる。そこで叔母の水瀬秋子の娘である水瀬名雪に再会する所から物語は始まる。
7年前までは長期休みの折に触れてよく訪れていたにもかかわらず、なぜか彼は当時のことが思い出せずにいた。思い出せないことについて悶々とした想いを抱きつつも転入先の高校（名雪も通っていて同じクラスに配属となる）で出会った5人の少女達と交流を深めていくことによって徐々に幼い頃の大切な記憶を取り戻していく。
名雪との関わりあいから、他の各ヒロインに出会っていく流れである。また、様々な事情により、水瀬家に居候をするヒロインも存在する。そして、各ヒロインのルートにおけるストーリーへと繋がっていく。
それから祐一はヒロインと互いの絆を深め時に別れを味わいながらも大事なものを思い出していく。また、名雪自身についても、とある事件によるエピソードから信頼関係を戻していくストーリールートもある。
ゲームのストーリー分岐における性質上、以降の詳細は「登場人物」の項目を参照。

## 登場人物
担当声優は、家庭用移植版、およびテレビアニメ版でのキャスト。
相沢 祐一（あいざわ ゆういち）
声 - 私市淳（テレビアニメ第1作・ドラマCD版） / 杉田智和（テレビアニメ第2作・PSP版・Switch版） / 安田美和（テレビアニメ版・幼少時代）
身長173cm、体重64kg。本作の主人公（名前はデフォルトのもので変更可能。ただしPSP版では変更不可）で高校2年生。
少年時代は長期休暇を利用して物語の舞台となる「雪の街」へよく訪れていた。7年間に渡り名雪の送ってくれる手紙に返事を書く事もなければこの街を訪れる事もなく関係性が途絶えていたが、両親の海外赴任に伴い叔母の水瀬秋子の住む水瀬家に居候させてもらう事になり7年ぶりに帰ってくる。なぜか「雪の街」で過ごした少年時代の出来事をほとんど覚えていないが、夢を通じて段々と記憶を取り戻していく。少し皮肉屋で、ヒロイン達からはよく「意地悪」「極悪人」などと評されるが根は優しい、意地悪を言うのは照れ隠しか愛情の裏返しでもある。甘いものが好きではないと語るが、たい焼きは食べられる様子。小学生の頃に柔道をやっていたと語っており、作中で重要な役割を果たすある丘で月宮あゆを追いかける時に倒木を乗り越えて飛び降りる時などに受け身を取っているのが見受けられる。料理の腕前についてはよく分からないが少なくとも朝食として目玉焼きを名雪に提供している事から最低限の物ならば作ることはできる様子。
名雪と商店街に来ている際に名雪が買い物などの用事があって「ここで待ってて」と言っても待っている間に唐突に現れた月宮あゆに押し切られる形でそのまま彼女に付き合ってしまい（たい焼きの食い逃げ中や探し物の手伝いなど）逆に名雪を待たせていることが多い。
目覚まし時計は元々名雪の所有物だった声が録音できるものを使っており、毎朝録音された名雪の声で起きている。高所恐怖症であることが語られている。
月宮 あゆ（つきみや あゆ）
声 - 堀江由衣
1月7日生まれ。血液型はAB型。身長154cm、体重41kg。スリーサイズはB80/W52/H79。
本作のメインヒロイン。17歳。夕暮れの商店街で7年ぶりに主人公と再会する。
夕暮れの「雪の街」に現れる少女。7年前に冬休み中「雪の街」に遊びに来ていた祐一と出会い、空腹と母親を失った悲しみに暮れていたあゆにたいやきを買ってきてくれた祐一と友達になる。左利き。
7年後の今、すなわち作品の現在の視点においては祐一とは別の"学校"に通っておりいつも私服姿で自由な時間に登下校をしている。また平日でも街をうろうろしていることがあり、祐一にさぼり扱いされる。「うぐぅ」が口癖で、一人称は「ボク」。明るく元気いっぱいで喜怒哀楽が豊かな性格。肩までの髪に7年前に祐一からプレゼントされたという真っ赤なカチューシャを付け、白いダッフルコート、ミトンの手袋、羽の生えたリュックサックを愛用している。この羽が生えたリュックサックも7年前の祐一との思い出の品がモチーフであると思われる。たいやきが大好きで、その情熱は諸事情（財布を忘れたことでパニックになった、野良犬があらわれたなど）により食い逃げをしてしまうほどである。
暗い所や怖い話が大の苦手。ドジな面があり、祐一には「小学生くらいの男の子みたい」などとよくからかわれている。祐一とは7年前にまた会う約束をしており、それをずっと信じていた。街でよく捜し物をしているが、なぜか本人もそれが何か覚えていない。秋子が風邪をひいて寝込んだ時には必死に看病をする。本人曰く、母親と二人暮らしで母親は現在旅行中。
実は物語の大半で祐一と行動を共にするのは、いわば彼女の生霊。本人は物語開始の7年前に祐一の目の前で大木から転落して重傷を負い、それ以来ずっと昏睡状態だった。
祐一はその事から目を逸らすため（祐一はあゆは死んだと思っていた）無意識にこの事を記憶の奥底に封印し、同時にそのような辛い思い出の舞台である北の街からも遠ざかっていた。
子供っぽい性格なのは小学生時代から時間が止まったままになっているためである。
テーマ曲は「日溜まりの街」。
水瀬 名雪（みなせ なゆき）
声 - 國府田マリ子
12月23日生まれ。血液型はB型。身長164cm、体重47kg。スリーサイズはB83/W57/H82。
祐一の従姉妹で2年生。17歳。「雪の街」で最初に再会した少女。片親で、母親の秋子によって女手一つで育てられた。マイペースでのんびり屋。普段はおっとりした性格だが、一途で芯の強い一面も併せ持っている。語尾に「だよ」や「もん」とつける癖がある。祐一と同じクラスで席も隣同士。低血圧で朝が弱く、目覚まし時計を何十個も所有しているがあまり効果はない。母親譲りの料理上手で、昔は学校に弁当を持参していたが、今は朝起きられないため断念している。好物は母手作りの「普通の」イチゴジャムと百花屋のイチゴサンデー。苦手なものは母手作りの甘くないジャム、通称"謎ジャム"。また大の猫好きだが重度の猫アレルギーで野良猫を触っては目が痒くなって教室で美坂香里に心配される。またカエルが好きで、カエル柄のパジャマやカエルのぬいぐるみの「けろぴー」を大事にしているが、あくまでデフォルメされたカエルが好きで、本物は苦手。のほほんとした外見とは裏腹に陸上部部長である。陸上部所属なので足が速く、北川の話では都道府県代表レベルの実力を持ち、区間新記録を達成した。朝の自宅でのんびりしていて遅刻しそうなときもその脚力で全力で走ることで何とか遅刻を免れている。ゲームパッケージではあゆと並んで描かれている。
テーマ曲は「雪の少女」。
川澄 舞（かわすみ まい）
声 - 田村ゆかり
1月29日生まれ。血液型はO型。身長167cm、体重49kg。スリーサイズはB89/W58/H86。
祐一の上級生で3年生で17歳。夜の学校で祐一と出会った、クールで謎めいた少女。自分のことを「魔物を討つもの」と称して剣（サーベル）で武装し、深夜の学校でたった一人で「魔物」と対峙している。ただ祐一が来てからは共に戦うようにもなった。感情表現が苦手で普段は無口で無表情のため誤解されがちだが、本当は心優しい性格。成績は優秀だが、「魔物」との戦いによる校舎の傷痕やガラスの破損の犯人と見なされ、周囲から不良・問題児として白眼視されている。舞の真の優しさを知っている佐祐理だけは親友として付き合っているため、佐祐理に対して危害を加えようとする者には激昂する。好物は汁気の多い牛丼。動物好きな一面もあり、学校に侵入した野犬をスコップで叩いて追い払った時には後でこっそり自分のお弁当を与えている。この出来事は舞の唯一無二の親友である佐祐理と繋がるきっかけとなった。佐祐理とよく屋上に上がる昇降口近くの階段で昼食を食べており、祐一と知り合ってからはしばしば彼を交えた3人で食事をとる。ある事情により素直に「好き」と言えず、物事や人に対する好意は「嫌いじゃない」と表現する。祐一の提案により、イエスノーの意思を「はちみつくまさん」と「ぽんぽこたぬきさん」を使って示すこともある（よりによって祐一がその提案をすっかり忘れた頃に言い出す）。
実は舞は幼い頃超能力のような力が使えた。これは難病に犯されていた母親を救いたいと願い手に入れた力で、実際に母親を救ってみせた。それを知った叔母によってテレビ番組に出演されられて力を披露した以降は超常現象を起こしたことを理由に母親共々周囲から化け物扱いを受けるようになってしまった。引っ越しても結果は同じで、いつも一人で麦畑で遊んでいた。しかし10年前の夏、祐一の訪れを感じ取り、彼を麦畑に導いて一緒に遊んだ。祐一は舞の力を見ても偏見を抱かず、ウサギの耳のカチューシャをプレゼントするなど友人として振る舞っていて、祐一は舞の力を見ても偏見を抱かず、ウサギの耳のカチューシャをプレゼントするなど友人として振る舞っていて、舞も祐一の影響で力をまた好きになれそうになった。そしてこの交流は、まだ子供の祐一は夏休みが終われば帰らねばならず、2週間ほどで帰る事になったことで終わりとなる。なんとかして祐一を引き止めようと必死な舞は遊び場に魔物がいると言えば助けに戻ってくると考え、力を解き放って魔物を創りだし、祐一に電話して助けを求めた。しかし祐一の方の意識としてはただ友達と遊んでいただけという意識の違いもありそれを信じず、何よりも親には逆らえないためそのまま帰ってしまった。麦畑が学校へと姿を変えても、自分が何のために戦っているのか忘れてしまっても戦い続けた。それが魔物の正体である。
テーマ曲は「少女の檻」。
美坂 栞（みさか しおり）
声 - 小西寛子（DC版・PS2版）/ 佐藤朱（テレビアニメ版・ドラマCD版・PSP版・Switch版）
2月1日生まれ。血液型はAB型。身長157cm、体重43kg。スリーサイズはB79/W53/H80。
祐一の下級生で1年生。15歳（作中で16歳の誕生日を迎えるため誕生会を開催してもらった）。祐一とあゆが街の外れで偶然出会ったはかない笑顔が印象的な病弱少女。好物はアイスクリームで、真冬の雪国においてもバニラアイスを平気で食べられる。反対に辛いものは「人類の敵」とまでいうほど嫌いで、カレーを食べることができない。学食で祐一とカレーを食べたときはほとんど残してしまい祐一が食べた。口癖は「そういう（そんな）こと言う（する）人、嫌いです」。幼い頃から体が弱く、現在も学校を長期欠席しているが、ときおり普段着のまま学校に忍び込んできて、祐一と昼休みに話をして帰って行く。控えめで目立たないが、芯と意志は強い。趣味でスケッチをするが人物画は苦手なようでモデルとなった祐一に「似顔絵は描かない方がいいかもな…」と言われてしまっている。また、もぐら叩きをやっても一回も叩けなかったり木から落ちてくる雪を避けれずにもろに直撃を喰らうなど反射神経が非常に鈍い。しかし洞察力は鋭いため何かを言いかけた祐一を制して祐一が何を言うかを当てる事が出来る。攻略対象のキャラの中では栞だけが過去の祐一と繋がりが無い。
実は香里の妹であるが諸事情により関わりあう事はずっとないままであった、しかし物語の終盤に関係が好転する。
実際には彼女は死病に侵されており、次の誕生日は迎えられないだろうと医者に言われている。香里が妹の存在を否定するのは、栞がまもなく死んでしまうという事実を受け入れられず、だったら妹なんて最初からいなければ良かったと考えたから。栞自身も同年代の人々が学校や恋愛を楽しんでいる中、自分には死しかないことに絶望し、誕生日まで一ヶ月を切ったある日、自殺を決意する。祐一とあゆに出会ったのは自殺に使うカッターナイフを買った帰りで、その時妙に怯えた雰囲気だったのはそのため。その夜、手首を切って自殺を図るが、その時祐一とあゆのやりとりを思い出し、涙が出るほど笑った。もうおかしくなくなっても涙は止まらず、その時遂に自分が悲しくて泣いていることに気づく。ひとしきり笑った後には、もう腕を切れなくなっていた。そして、彼女は最期まで生き抜く決意をした。
テーマ曲は「笑顔の向こう側に」。
沢渡 真琴（さわたり まこと）
声 - 飯塚雅弓
1月6日生まれ。血液型は不明。身長159cm、体重46kg。スリーサイズはB81/W55/H79。
年齢不詳。雪の街に7年ぶりに帰ってきた祐一の前に唐突に現れ、過去の恨みを晴らすと言って襲いかかった身元不明の少女。記憶喪失で、自分が何者か覚えていない。「あぅーっ」が口癖。理由を思い出せないもののなぜか祐一を憎んでおり、突然彼の前に現れ、攻撃を加えたものの、あまりのひ弱さに簡単にあしらわれたあげく極度の空腹と疲労ゆえに倒れてしまい、水瀬家に居候することになる。祐一の寝込みを襲いイタズラを繰り返すが、返り討ちに合うのが常である。祐一の安眠を妨害しようと企図しことごとく返り撃ちに合ってしまい驚いて大声で叫んだりして秋子などの周囲の人物を起こしてしまう等側から見れば迷惑をかけてしまっていることも多々ある（秋子はそれほど迷惑がってはいない）。好物は肉まん。漫画を読み出すと没頭する。そのため、漫画を読んでいる最中、祐一が「肉まんもらうぞ」と言ったとき、適当に「うん」と言ったことから祐一が肉まんを勝手に食べたと怒ったことがある。後に猫の「ぴろ」(名前の由来はロシアの料理「ピロシキ」から)を拾うことになる。祐一にはじゃれつくものの、名雪や秋子に自分から話しかけたりしない人見知りな一面もある。祐一に促され秋子が紹介した保育園で働くことになるが、遊んであげるというより子供たちに遊ばれている模様。
実はその正体は、祐一に助けられた狐。7年前、水瀬家に遊びに来ていた祐一は丘で怪我をした小狐を見つける。祐一は怪我の手当をし、怪我が治るまで面倒を見た。そしていつの間にか狐は祐一の話し相手となっていた。しかし、傷も治り祐一自身も実家に帰らなければならなかったため、丘に狐を帰した。ちなみに、『沢渡真琴』という名前は当時祐一が好いていた年上の女性の名前で、狐に話していたことから覚えていた。
テーマ曲は「the fox and the grapes」。
倉田 佐祐理（くらた さゆり）
声 - 川上とも子 / 真田アサミ（かぎなど）
5月5日生まれ。血液型はA型。身長159cm、体重45kg。スリーサイズはB84/W55/H82。
舞と同学年の18歳。舞の親友で「あははーっ」が口癖のお嬢様。成績が良く、舞とは対照的にいつも笑顔で人当たりが良く社交的な事から、学校では人気者。天然気味で、時に祐一をハラハラさせるほどの胆力とツッコミを見せる。料理上手で舞のお弁当係を自認する。快活だが名家の育ちゆえ物腰が非常に丁寧で、後輩である祐一に対しても「さん」付けし、舞以外の人間に対しても常に丁寧語で話す。一人称は「佐祐理」。頭に付けているとても大きな、緑色のチェック柄のリボンがチャームポイント。
なお、原作ゲームにおいては舞のシナリオでエンディングを迎えた後、特定の選択肢を選ぶと彼女を主体にした隠しシナリオへ分岐する。
水瀬 秋子（みなせ あきこ）
声 - 皆口裕子
9月23日生まれ。血液型はO型。身長165cm、体重50kg。スリーサイズはB86/W57/H83。
祐一の母方の叔母で、名雪の母親。性格は穏やかで寛大、聡明にして豪胆。普通なら頼みにくいことでも人差し指を片往復させて「了承」の一言で何でも1秒で引き受けてくれる。そのため、ときに祐一にとってはやっかいなことまで許してしまう。記憶喪失で帰る場所を覚えておらず、行く当てもなかった真琴を同居させたのがその一つである。職業不明で、娘の名雪ですら知らない。年齢不詳で、大きな娘がいるとは思えないほど若々しい。料理の腕は天才的である。手製のイチゴジャムは名雪の大好物であるが、例外的に「甘くないジャム」もありその独創的な味は他者を絶句させる。娘の名雪ののんびりした性格は母親譲り。名雪が小さい頃から母子二人暮らし。
美坂 香里（みさか かおり）
声 - 川澄綾子
3月1日生まれ。血液型はB型。身長164cm、体重48kg。スリーサイズはB83/W55/H81。
16歳。名雪の親友で祐一のクラスメイト。祐一や名雪に対するツッコミ役で委員長を務める学年一の秀才。名雪のモノマネをするなどお茶目な一面もある。美坂栞の姉であると思われるのだが、本人は妹はいないと言って否定している。部活に所属しているが、作中では明らかにされない。ある昼休みの昼食後に部室に用があると言って一緒に食堂で昼食をとった名雪と祐一が香里を待っていた時に名雪が祐一に教えかけた。しかし、香里がすぐに戻ってきたため、何の部か言わぬままうやむやにされた。明確な口癖は明らかになっていないが、「言葉通りよ」というセリフを多用している。
水瀬家並びに居候する人物達以外の第三者で、唯一秋子が作る甘くないジャムの存在とその恐怖を知っている人物。
北川 潤（きたがわ じゅん）
声 - 関智一
4月18日生まれ。血液型はB型。身長175cm、体重61kg。
祐一のクラスメート。明るいムードメーカーでツッコミ的存在。教室では、祐一の1つ後ろの席に座っている。公式サイトでは「恋愛系は奥手らしい」という記述があるが、作中での北川は"奥手"というよりは果敢にアタックして玉砕しているといった方が適切である。作中では「北川」という姓しか出てこず、「潤」という名は、『Kanon』発売後約半年ほど経過して、雑誌媒体などで初めて公表された。メインキャラクターの中で彼のみ立ち絵が1種類だけとなっている。
天野 美汐（あまの みしお）
声 - 坂本真綾
12月6日生まれ。血液型はA型。身長159cm、体重44kg。スリーサイズはB80/W53/H79。
16歳。祐一の下級生で1年生。無愛想でクラスメイトとは打ち解けられず、孤独な学園生活を送っている。言動が祐一に「おばさんくさい」と評されている（本人は「物腰が上品だと言ってください」と反論している）。真琴について何か知っているらしく、祐一と初めて会ったときも真琴を見つめる彼に声をかけてきた。
久瀬（くぜ）
声 - 神谷浩史（家庭用移植版・テレビアニメ第1作・ドラマCD版）/ 野島健児（テレビアニメ第2作）
祐一が通う学校の生徒会長。学校の風紀を乱す者を嫌う生徒会長を地で行く性格で舞を目の敵にして処罰しようとする一方、佐祐理に対しては生徒会への取り込みを謀っている。原作では姿が出現しないが、アニメ版では眼鏡をかけた神経質そうな男子生徒としてしっかりと描かれている。
ぴろ
声 - 広橋涼（かぎなど）
真琴が見つけた子猫。性別はオス。名前の由来はロシアの料理「ピロシキ」から。シャムネコのような外見をしているが実際の品種は不明。その形が心地よいらしく、真琴と一緒にいるときはたいてい、彼女の頭の上に乗っている。原作では猫アレルギーの名雪に見つからないように飼われているが、アニメ版では名雪もぴろのことを知っており、じゃれつこうとするのをしばしば祐一に制止されている。
倉田 一弥（くらた かずや）
声 - 矢島晶子
佐祐理の今は亡き弟で原作の佐祐理ルートでは名前のみの登場。病弱で弟を厳しく躾けて良い子に育てようと考えた姉の佐祐理から厳しい扱いを受けていた。佐祐理と遊んだのは死も間近な病床に夜こっそり忍び込んできてくれた時1回だけであり、これが最初で最後の姉弟の遊んだ経験になってしまった。佐祐理自身その事を非常に悔やんでおり、彼の死がきっかけで佐祐理は愛想笑いをするようになった。
アニメ第2作では声付きで登場している。

## 舞台・用語
雪の街
本作の舞台。正式名称は原作及びメディアミックス作品でも一切不明。最低気温が氷点下になるほど寒い、北国にある地方都市。山裾に広がる街で、中心部はビル街や商店街があり、それなりに栄えているが本編の主人公の台詞によれば「テレビ局のチャンネル数が少ない」田舎町。作品の開始時が冬ということもあって街全体が雪に覆われている。中心部から少し歩くと野山や後述のものみの丘などの自然も多く残っている。アニメ第2作では中心部を路面電車が通っており、アニメ第1作では中心部を自動車専用道路が横切っている。またアニメ第1作のみ一部が海もしくは湖に面している。モデルは北海道札幌市。
学校
主人公や名雪たちが通う高校。山側の元々は麦畑だった場所に位置している。アニメ第1作を除く名雪の解説では旧校舎と新校舎があり、新校舎は田舎の学校としては近代的なデザインになっている。制服は女子は赤色の中世ヨーロッパ風の独特なデザインのローブと白基調のケープの組み合わせで、男子は青のブレザーと黄色のハイネック、下は黒のチェック柄ズボンの組み合わせだが、主人公には「変な服」と評されている。女子の制服のリボンは学年ごとに異なっており、1年生は緑、2年生は赤、3年生は青になっている。アニメ第2作及び原作の主人公の台詞によれば授業は以前彼が通っていた学園より進んでいる。また同アニメでは、あまりの広さに主人公が迷子になってしまうほどである。原作及びアニメ第二作のみ校舎のモデルは東京都東大和市の東京都立北多摩看護専門学校。
あゆの学校
主人公たちが通う学校とは別にあゆが通っていると自称する学校。後述の通り町外れの森の中にあるがあゆの説明によれば、制服もなく、テストも無く、好きな時間に登下校することが許されており、なおかつ給食にたい焼きが出るという奇妙な学校。さらに地元民である名雪たちにはそんな学校がいつの間に出来たのかと訝しまれている。その学校の正体は、あゆルートでのみ明かされる。
商店街
町の駅前商店街。後述の百花屋や奇妙な雑貨屋、同じく後述のコスモスフードストア、ゲームセンターなどが立ち並んでおり、主人公や名雪たちがよく買い物に訪れている。アニメ第2作では、商店街の一角にはたい焼きの移動販売車と屋台がいつもおり、あゆはこの店のたい焼きを好んで食べている。原作及びアニメ第二作のモデルは神奈川県横浜市中区元町商店街。
百花屋（ひやっかや）
アニメ版及び原作で登場する喫茶店。商店街の一角にある洋風の店。主人公や名雪を始めとする多くのヒロインたちが利用している。名雪はこの店のイチゴサンデーがお気に入り。アニメ第2作の製作委員会の名前にもなっている。
コスモスフードストア
水瀬家が良く利用しているスーパーマーケット。商店街の一角にある平屋の建物。店名と外観はアニメ第2作のみ登場。あゆと主人公が再会した場所で、幼少時に初めて会った場所でもある。
駅
街の中心駅。物語はこの駅の駅前広場のベンチで待ちぼうけを食わされた主人公が名雪と再会するシーンから始まる。広い駅前広場と近代的な駅ビルと歩道橋が備わった高架駅になっている。街の名称は不明なため駅名は不明。現在の主人公の回想によれば7年前に改築工事が行われ、現在の駅になっている。駅舎のモデルは大阪府守口市にある京阪電車守口市駅の東口（ただし駅ビルは実物よりやや背が高くなっている）。
ものみの丘
街の郊外にある丘で街を一望出来る場所にある。真琴と主人公に深い関係のある思い出の場所で、古い言い伝えがある野生の狐が住んでいる。アニメ第2作のみ神社の脇の山道を抜けた先にある。
公園
並木道を抜けた先にある公園で栞のお気に入りの場所。周りを木立に囲まれており、中央には頂上に像が置かれた噴水と広場があり、東屋もある。冬場であるためか、ほとんど人がいない。モデルは東京都立川市の昭和記念公園。
森
街の郊外に広がる場所で、主人公とあゆの思い出の場所。七年前まではかなり背が高い大木があり、街を一望出来た。アニメ及び原作冒頭の景色はこの場所から見たもの。あゆによれば彼女が通う“学校”はこの森にある。
舞踏会
夜間に生徒会が主催する学園の行事。主にアニメ版及び原作の舞ルートで描写されるほか、原作の名雪ルートでも開催を知らせるポスターが登場する。校舎に隣接する体育館を改装して行う。準備のために開催日の前日と当日は半休になる。参加は任意だが、参加する場合は男子はタキシード、女子はイブニングドレスで着飾る決まりになっている。
謎ジャム
秋子が作る怪しげなジャム。名雪が命名。原料は不明だがジャムなのに全く甘くなく、秋子以外の食べた者全員が顔面蒼白になって視界とBGMがゆがむほどの危険物。なおいちごジャムも秋子が手作りした物だが、こちらは普通の甘いいちごジャムであるため名雪は朝はそちらを食べている。
魔物
夜の校舎で舞が戦っている相手。原作では姿は描写されていないが、アニメ第1作では巨大な化け物のような姿、第2作では透明な姿で描かれていた。アニメ第1作では校舎の窓ガラスを割ったり、舞踏会の真っ最中に会場になっていた体育館の照明を叩き割り、さらにシャンデリアを落下させるなどの被害を出しており、第2作でも体育館の窓ガラスやシャンパングラスを割ったり、テーブルや佐祐理を含む複数の参加者を吹き飛ばす、校舎の一部を崩壊させるなどの甚大な被害を出している。

## 主題歌・音楽
オープニングテーマ「Last regrets」
作詞・作曲 - 麻枝准（Key） / 編曲 - 高瀬一矢（I've） / 歌 - 彩菜
エンディングテーマ「風の辿り着く場所」
作詞 - 麻枝准（Key） / 作曲 - 折戸伸治 / 編曲 - 高瀬一矢（I've） / 歌 - 彩菜
- 『Kanon』初回限定版のみ、特典CD『anemoscope』が同梱されており、フル版が収録されたこのゲームを求める人々によって数万円の値を付けられる事さえあった。
- このため、「Last regrets」、「風の辿り着く場所」のフル/アレンジ版が収録されたI'veの初アルバム、『regret』[注 14]は爆発的な人気を呼び、収録されたほかの作品の曲と合わせてアダルトゲームの主題歌/挿入歌が一つのジャンルの商品として独立していくきっかけになった。
- また、主題歌のフル版と、新たにアレンジされたBGMを収録したCD『Kanon "Last regrets/Place of wind which arrives"』がイベント通販された。
- 2002年に発売された「Kanon ORIGINAL SOUNDTRACK」にショート版、フル版共に収録、アニメ版でも2002年に関西テレビ放送・フジテレビ系にて放送された東映アニメーション制作版にて「Last regrets」は最終回挿入歌、「風の辿り着く場所」は最終回エンディングテーマとして使用された後、2006年のBS-i（現：BS-TBS）にて放送された京都アニメーション制作版では、それぞれオープニングとエンディングテーマに起用され、同年の12月28日にシングルカットされた。ゲームサントラ収録のそれぞれのフルコーラスバージョンとバージョン、ミックス共に同じ。

## 製作スタッフ
- 企画 - 久弥直樹
- シナリオ - 久弥直樹、麻枝准
- 原画 - 樋上いたる
- CG - みらくる☆みきぽん、鳥の、しのり〜
- 音楽 - 折戸伸治、麻枝准、OdiakeS

## テレビアニメ
第1作
東映アニメーションで初めて美少女ゲームを取り扱った作品である。2002年1月から3月までフジテレビと関西テレビで全13話が放送されたほか、後日談としてDVD全巻購入者特典の特別編1話が制作されている。映像フォーマットはNTSCアナログ放送。
京都アニメーションで再アニメ化されたことから、「フジKanon」と呼ばれることがある。キャラクターデザインは原作独特の絵柄を大幅に変えることなく、かつアニメーション風に表現したものとなっている。実体を持たない「魔物」は怪物のような姿で描写された。音楽は担当の神津裕之による本作オリジナル楽曲と原作楽曲を神津がアレンジしたものが混在する。オリジナル楽曲は主に本作オリジナルの主題歌アレンジと、メインヒロイン5人のオリジナルイメージ曲で構成されている。原作の歌唱曲は最終回の挿入歌・エンディングのみ登場する。オープニング映像は1話と最終回のみフルで、それ以外の回ではアバン映像にシナリオの一部を読み上げるパターンから、相沢祐一をはじめとする主要キャラクターに1人ずつズームしていく構成である。
シナリオは原作のエピソードができるだけ多く挿入され、かつ一本の話としてまとめ上げられている。メインとなる月宮あゆ、水瀬名雪シナリオは、あゆのシナリオを下地にしながら名雪の心情や成長を描く構成になっている。その他のヒロインについては各シナリオにおけるサブキャラクターとの交流が主軸とされた。ラスト部分の展開は原作と異なる流れになっている。
特別編の14話「風花」（かざはな、テレビ未放送）は、最終回のラストシーンの補足と各ヒロインのその後が描かれたオリジナルエピソードで、特典にして重要な役割を持つエピローグである。この作品はDVD全巻購入者特典であり、DVD-BOXには収録されていない。
作中、「CLANNAD」の文字がプリントされたパーカーを登場人物の北川潤が着ているシーンがあり、当時開発中であった『CLANNAD』の存在を明らかにしていた。
第2作
2006年10月5日から2007年3月15日までBS-iで全24話が放送された。映像フォーマットはISDB-Sデジタルハイビジョン。キャラクターデザインは原作のイメージを念頭に置きつつ、樋上いたるの現在の絵柄に寄ったアレンジが成された。シナリオについても原作が特に意識されており、1枚絵で表現されたシーンを再現する演出が数多く取り入れられ、主題歌・BGMも、Keyスタッフ作曲のもの（半分は、原作で使用され、オリジナルサウンドトラックに収録されているもので、ほかに『anemoscope』、アレンジベストアルバム『recollections』、ピアノアレンジアルバム『Re-feel』、コンピレーションミニアルバム『Ma-Na』から）が使用されている。また、前作よりも話数が多いこともあり、原作のエピソードをより多く組み込んでいる。
一方では原作が発売されてから7年が経過していることから、情勢の変化により、通行車両の多くが1980年代〜1990年代後半の物で、テレビがブラウン管で、携帯電話もほとんど所有している者がおらず、公衆電話を劇中の人物が日常的に使用しているなど世界観は多少古い。また重要なエピソードの合間では独自の表現が押し出されることもあり、主に主人公や北川潤については大胆に改変された部分もある。舞や真琴の改変部分には、原作のシナリオ担当である麻枝准の要請によるものも含まれている。他、ゲームには登場しない、オリジナルキャラとして過去に主人公が好きだったお姉さん「沢渡 真琴（さわたり まこと）」（ヒロインの沢渡 真琴とは別人）が登場する。
なおDVD初回限定版の特典として、原作スタッフのコメンタリーが収録されている。麻枝がアニメ版で監修した部分などを語っているほか、ビジュアルアーツ代表の馬場隆博もゲスト出演している。

### スタッフ
|                                   | 第1作                                     | 第2作                                 |
| --------------------------------- | ----------------------------------------- | ------------------------------------- |
| 原作                              | Key / Visual Art's                        | Key / Visual Art's                    |
| チーフディレクター 監督           | 伊藤尚往                                  | 石原立也                              |
| シリーズ構成                      | 山口亮太、中村誠                          | 志茂文彦                              |
| キャラクター原案                  | 樋上いたる                                | 樋上いたる                            |
| キャラクターデザイン ・総作画監督 | 大西陽一                                  | 池田和美                              |
| 美術デザイン 美術監督・美術設定   | さわだえいこ                              | 篠原睦雄                              |
| 色彩設計                          | -                                         | 竹田明代                              |
| 撮影監督                          | -                                         | 中上竜太                              |
| 編集                              | -                                         | 坂本雅紀                              |
| 音楽                              | 神津裕之                                  | 折戸伸治、麻枝准、OdiakeS             |
| 音響監督                          | -                                         | 鶴岡陽太                              |
| 原曲                              | 折戸伸治 with Key、OdiakeS                | -                                     |
| プロデューサー                    | 横田守                                    | 中山佳久、中村伸一 太布尚弘、八田陽子 |
| 制作協力                          | 東映                                      | -                                     |
| アニメーション制作                | 東映アニメーション                        | 京都アニメーション                    |
| 製作                              | 東映アニメーション、ムービック フジテレビ | 百花屋                                |

### 主題歌
「florescence」
藤原美穂による第1作オープニングテーマ。作詞はこさかなおみ、作曲は上野浩司、編曲は神津裕之。
「flower」
藤原美穂による第1作エンディングテーマ。作詞はこさかなおみ、作曲は鎌田雅人、編曲は神津裕之。
「Last regrets」
彩菜による第1作最終回挿入歌。作詞・作曲は麻枝准、編曲は高瀬一矢。
「風の辿り着く場所」
彩菜による第1作最終回エンディングテーマ。作詞は麻枝准、作曲は折戸伸治、編曲は高瀬一矢。
「Last regrets」
彩菜による第2作オープニングテーマ。作詞・作曲は麻枝准、編曲は高瀬一矢。
エンディングテーマ「風の辿り着く場所」
彩菜による第2作エンディングテーマ。作詞は麻枝准、作曲は折戸伸治、編曲は高瀬一矢

### 各話リスト
第1作
サブタイトルは一部を除いて原作のBGMのタイトルを用いている。
| 話数              | サブタイトル           | 脚本                        | 絵コンテ | 演出              | 作画監督   |
| ----------------- | ---------------------- | --------------------------- | -------- | ----------------- | ---------- |
| 第1話             | 雪の少女               | 山口亮太 外山浩明 STAFF WHY | 伊藤尚往 | 伊藤尚往          | 岡村正弘   |
| 第2話             | 日溜まりの街           | 山口亮太 外山浩明 STAFF WHY | 伊藤尚往 | 藤瀬順一          | 石井久志   |
| 第3話             | たった一つの小さな記憶 | 山口亮太 外山浩明 STAFF WHY | 山内重保 | 山内重保          | 増田信博   |
| 第4話             | 夜へ                   | 山口亮太 外山浩明 STAFF WHY | 角銅博之 | 角銅博之          | 竹田欣弘   |
| 第5話             | the fox and the grapes | 山口亮太                    | 門田英彦 | 門田英彦          | 大河原晴男 |
| 第6話             | 彼女たちの見解         | 山口亮太 外山浩明 STAFF WHY | 伊藤尚往 | 伊藤尚往          | 岡村正弘   |
| 第7話             | 舞踏会                 | 中村誠 平松詩乃             | 伊藤尚往 | 伊藤尚往 清水潔一 | 飯飼一幸   |
| 第8話             | 少女の檻               | 中村誠 平松詩乃             | 山内重保 | 山内重保          | 竹田欣弘   |
| 第9話             | 笑顔の向こう側に       | 横手美智子                  | 小坂春女 | 小坂春女          | 増田信博   |
| 第10話            | 冬の花火               | 山口亮太                    | 伊藤尚往 | 広嶋秀樹          | 大河原晴男 |
| 第11話            | 約束                   | 中村誠 平松詩乃             | 角銅博之 | 角銅博之          | 宮田奈保美 |
| 第12話            | 夢の跡                 | 山口亮太                    | 門田英彦 | 門田英彦          | 大河内忍   |
| 第13話            | 風の辿り着く場所       | 山口亮太                    | 伊藤尚往 | 伊藤尚往          | 竹田欣弘   |
| 第14話 （特別編） | 風花                   | 中村誠 山口亮太             | 伊藤尚往 | 伊藤尚往          | 大西陽一   |

第2作
サブタイトルには全て音楽用語が用いられている。
| 話数   | サブタイトル                        | 絵コンテ   | 演出       | 作画監督   |
| ------ | ----------------------------------- | ---------- | ---------- | ---------- |
| 第1話  | 白銀の序曲〜overture〜              | 石原立也   | 坂本一也   | 池田晶子   |
| 第2話  | 雪の中の入祭唱〜introit〜           | 石立太一   | 石立太一   | 西屋太志   |
| 第3話  | 記憶のない組曲〜partita〜           | 北之原孝将 | 北之原孝将 | 門脇聡     |
| 第4話  | 休日の奇想曲〜caprice〜             | 吉岡忍     | 吉岡忍     | 米田光良   |
| 第5話  | 魔物たちの小夜曲〜serenade〜        | 山本寛     | 山本寛     | 高橋博行   |
| 第6話  | 謎だらけの嬉遊曲〜divertimento〜    | 武本康弘   | 武本康弘   | 堀口悠紀子 |
| 第7話  | 家出と仔猫の遁走曲〜fuga〜          | 坂本一也   | 坂本一也   | 池田晶子   |
| 第8話  | 追憶の幻想曲〜fantasia〜            | 石立太一   | 石立太一   | 西屋太志   |
| 第9話  | 子狐の子守歌〜berceuse〜            | 北之原孝将 | 北之原孝将 | 門脇聡     |
| 第10話 | 丘の上の鎮魂歌〜requiem〜           | 三好一郎   | 吉岡忍     | 米田光良   |
| 第11話 | 光と影の間奏曲〜intermezzo〜        | 山本寛     | 山本寛     | 高橋博行   |
| 第12話 | 異形の円舞曲〜waltz〜               | 武本康弘   | 武本康弘   | 堀口悠紀子 |
| 第13話 | あぶなげな三重奏〜trio〜            | 坂本一也   | 坂本一也   | 池田晶子   |
| 第14話 | ひびわれた協奏曲〜concerto〜        | 石立太一   | 石立太一   | 西屋太志   |
| 第15話 | かくれんぼの小奏鳴曲〜sonatine〜    | 北之原孝将 | 北之原孝将 | 門脇聡     |
| 第16話 | 真夜中の聖譚曲〜oratorio〜          | 吉岡忍     | 吉岡忍     | 米田光良   |
| 第17話 | 姉と妹の無言歌〜lieder ohne worte〜 | 三好一郎   | 高雄統子   | 高橋博行   |
| 第18話 | 消え去りゆく緩徐楽章〜adagio〜      | 武本康弘   | 武本康弘   | 植野千世子 |
| 第19話 | ふれあいの練習曲〜étude〜           | 坂本一也   | 坂本一也   | 池田晶子   |
| 第20話 | 別れの夜想曲〜nocturn〜             | 石立太一   | 石立太一   | 西屋太志   |
| 第21話 | 君のいない輪舞曲〜ronde〜           | 北之原孝将 | 北之原孝将 | 門脇聡     |
| 第22話 | 追想の交響楽〜symphony〜            | 吉岡忍     | 吉岡忍     | 米田光良   |
| 第23話 | 茜色の終曲〜finale〜                | 坂本一也   | 坂本一也   | 高橋博行   |
| 第24話 | 夢の果ての追復曲〜kanon〜           | 石原立也   | 武本康弘   | 池田和美   |

### 放送局
| 放送地域   | 放送局     | 放送期間                | 放送日時           | 放送系列       | 備考      |
| ---------- | ---------- | ----------------------- | ------------------ | -------------- | --------- |
| 関東広域圏 | フジテレビ | 2002年1月30日 - 3月27日 | 水曜 26:25 - 26:55 | フジテレビ系列 | [ 注 20 ] |
| 近畿広域圏 | 関西テレビ | 2002年2月12日 - 5月14日 | 火曜 26:45 - 27:15 | フジテレビ系列 |           |

| 放送地域 | 放送局             | 放送期間                      | 放送日時                  | 放送系列       | 備考             |
| -------- | ------------------ | ----------------------------- | ------------------------- | -------------- | ---------------- |
| 日本全域 | BS-i               | 2006年10月5日 - 2007年3月15日 | 木曜 25:00 - 25:30        | BSデジタル放送 |                  |
| 日本全域 | TBSチャンネル      | 2008年6月6日 - 12月5日        | 金曜 22:30 - 23:00        | CS放送         | リピート放送あり |
| 日本全域 | キッズステーション | 2015年1月5日 - 2月5日         | 月曜 - 金曜 23:30 - 24:00 | CS放送         | リピート放送あり |

| フジテレビ 水曜26:25枠 | フジテレビ 水曜26:25枠 | フジテレビ 水曜26:25枠 |
| 前番組                 | 番組名                 | 次番組                 |
| ---------------------- | ---------------------- | ---------------------- |
| HELLSING               | Kanon（アニメ第1作）   | 藍より青し             |

| BS-i 木曜25:00枠              | BS-i 木曜25:00枠     | BS-i 木曜25:00枠               |
| 前番組                        | 番組名               | 次番組                         |
| ----------------------------- | -------------------- | ------------------------------ |
| ああっ女神さまっ それぞれの翼 | Kanon（アニメ第2作） | 怪物王女 （約1か月の空きあり） |

### VHS・DVD
第1作
1. （第1話収録） 2002年4月1日発売　VHS（MAVP-1101）／DVD（MABP-7001）
2. （第2 - 3話収録） 2002年5月5日発売　VHS（MAVP-1102）／DVD（MABP-7002）
3. （第4 - 5話収録） 2002年6月7日発売　VHS（MAVP-1103）／DVD（MABP-7003）
4. （第6 - 7話収録） 2002年7月5日発売　VHS（MAVP-1104）／DVD（MABP-7004）
5. （第8 - 9話収録） 2002年8月2日発売　VHS（MAVP-1105）／DVD（MABP-7005）
6. （第10 - 11話収録） 2002年9月6日発売　VHS（MAVP-1106）／DVD（MABP-7006）
7. （第12 - 13話収録） 2002年10月2日発売　VIDEO（MAVP-1107）／DVD（MABP-7007）

- ファンディスク 2003年8月13日発売　DVD（初回限定版MABP-7012／通常版MABP-7013）
  - 以上、販売元：パイオニアLDC（現NBCユニバーサル・エンターテイメントジャパン）、発売元：ムービック

- DVD-BOX（7巻セット、全13話収録） 2004年12月22日発売　DVD（FCBC-9001）
  - 販売元：フロンティアワークス、ジェネオンエンタテインメント（現NBCユニバーサル・エンターテイメントジャパン）
  - 発売元：東映アニメーション、フロンティアワークス

第2作
- 『Kanon PRELUDE』（プロモーション・クリップ、スタッフインタビューなど） 2006年8月25日発売 PCBX-50812

1. （第1 - 3話収録） 2007年1月1日発売 PCBX-50813
2. （第4 - 6話収録） 2007年2月21日発売 PCBX-50814
3. （第7 - 9話収録） 2007年3月7日発売 PCBX-50815
4. （第10 - 12話収録） 2007年4月4日発売 PCBX-50816
5. （第13 - 15話収録） 2007年5月2日発売 PCBX-50817
6. （第16 - 18話収録） 2007年6月6日発売 PCBX-50818
7. （第19 - 21話収録） 2007年7月4日発売 PCBX-50819
8. （第22 - 24話収録） 2007年8月1日発売 PCBX-50820

### Blu-ray BOX（第2作）
- 『Kanon Blu-ray Box』（全話収録） 2009年12月16日発売 PCXE-60004
- 『Kanon コンパクト・コレクション』（全話収録・上下2枚組構成） 2014年10月11日発売 DVD PCBE-4534  Blu-ray PCXE-50416

### 書籍（第2作）
- 記録全集 Kanon memorial（ロマンアルバム）　出版社: 徳間書店(2009-4-3)  ISBN 978-4197202645

## ラジオ番組

### Kanon -The snow talks memories- 雪降る街の物語
2000年10月6日から12月29日まで放送されていた、ドリームキャスト版Kanonのタイアップ番組。パーソナリティは田村ゆかりと川上とも子。全13回。
| 文化放送 金曜25:30～26:00枠                                                           | 文化放送 金曜25:30～26:00枠                    | 文化放送 金曜25:30～26:00枠     |
| 前番組                                                                                | 番組名                                         | 次番組                          |
| ------------------------------------------------------------------------------------- | ---------------------------------------------- | ------------------------------- |
| 小野坂・桃井・ももこの電脳戦隊モモンガーW ↓ ジーパラ プレゼンツ小野坂・浅倉gaはぴぱら | Kanon -The snow talks memories- 雪降る街の物語 | 果てしなく青い、この空の下で…。 |

### 水瀬さんち（皆口さんち）
水瀬さんち参照。

## 小説
著者は清水マリコ。
18禁版
1. 〜雪の少女〜（名雪編）ISBN 4-89490-058-0
2. 〜笑顔の向こう側に〜（栞編）ISBN 4-89490-076-9
3. 〜少女の檻〜（舞編）ISBN 4-89490-084-X
4. 〜the fox and the grapes〜（真琴編）ISBN 4-89490-090-4
5. 〜日溜まりの街〜（あゆ編）ISBN 4-89490-094-7

全年齢対象版
1. 〜雪の少女〜（名雪編）ISBN 978-4-89490-623-5
2. 〜笑顔の向こう側に〜（栞編）ISBN 978-4-89490-624-2
3. 〜少女の檻〜（舞編）ISBN 978-4-89490-625-9
4. 〜the fox and the grapes〜（真琴編）ISBN 978-4-89490-626-6
5. 〜日溜りの街〜（あゆ編）ISBN 978-4-89490-627-3
6. 〜彼女たちの見解〜（佐祐理編） - VA文庫書下ろし作品 ISBN 978-4-89490-628-0

## 漫画
Kanon
『月刊コミック電撃大王』（メディアワークス）にて2000年2月号から2002年7月号まで連載。原作：Key、作画：森嶋プチ。
アニメ版と同じく一本の連続した話だが、「栞編」「真琴編」など、一応ヒロインごとにエピソードが分けられている。あゆ以外のヒロインはエピソードのラストまで描かれていない。また、名雪は個別のエピソードがない代わりに常に祐一と行動を共にしており、原作での他のヒロインのシナリオで祐一が果たした役割を2人で担当している。
1. 2000年9月発売 ISBN 4-8402-1678-9
2. 2002年7月27日発売 ISBN 4-8402-2130-8

Kanon ホントの想いは笑顔の向こう側に
『ドラゴンエイジPure』（富士見書房）にてVOL.2からVOL.6まで連載。原作：Key、作画：霜月絹鯊。
電撃大王版やアニメ版とは異なり、ヒロイン視点でのオムニバスストーリー。原作のエピソードを基にしつつ、短い話数の中でストーリーを構成している。
『月刊ドラゴンエイジ』にも、祐一と名雪をメインにした中でヒロイン達が集合する番外編が2話掲載され、コミックス1巻に収録されている。
1. 2007年4月1日発売 ISBN 978-4-04-712490-5
2. 2007年12月8日発売 ISBN 978-4-04-712521-6

## カードゲーム
Kanon Trading Card Game
TI東京のカードゲーム、本作に登場する女性キャラ９人（あゆ・名雪・舞・栞・真琴・佐祐理・秋子・香里・美汐）がコスプレしたものや、原作にちなんだアイテムカード等が描かれている。原作イラストレーターである樋上いたるの書き下ろしイラストなども存在する。Ver.1からVer.3まで発売された。
Lycee
シルバーブリッツのカードゲーム、Lyceeに参戦している。収録エキスパンションは、VisualArt's1.1など。

## ゲーム関連書籍
- Kanonビジュアルファンブック　PCエンタテイメント書籍編集部 (編集)、 エンターブレイン (2000-06)　ISBN 978-4757700390
- Kanon公式原画・設定資料集―The\ultimate art collection of "Kanon" (Magical cute)　Key著、エンターブレイン; 第2版 (2000-11)　ISBN 978-4757702448[注 22]

## 客演作品
かぎなど
2021年10月から放送されたテレビアニメ。keyの歴代作品が共演するクロスオーバー作品。
担当声優はテレビアニメ版第2作に準じている。ただし、佐祐理を演じた川上とも子が故人のため本作では真田アサミが演じている。また、第16話ではあゆと名雪のカラオケのデュエットいう形で「Last regrets」を披露している。

## 小ネタ・影響等
あゆが料理を作るというイベントCGにおいて包丁で切ろうとしているのは「人参」と明言されているが、人参の葉はパセリやパクチー、三つ葉といったものに例えられる通り細い茎に小さな葉が開くものであり、ホウレンソウや小松菜や野沢菜といったカブ菜のような葉をつけるものではない。これについて樋上は（制作当時）市販の人参には葉がついておらず資料が無かったためだったとコメントしており、ラフスケッチの段階では葉の部分のみが描かれていない。
アニメ版(京都アニメーション版)でのあゆが鯛焼きを食べるシーンが海外での鯛焼き普及のきっかけのひとつになった、とNHK「所さん!大変ですよ」で2016年11月10日の放送で取り上げられ、2017年3月9日の放送で再び取り上げた時は、所とあゆが会話するシーンが放映された。